# In vitro

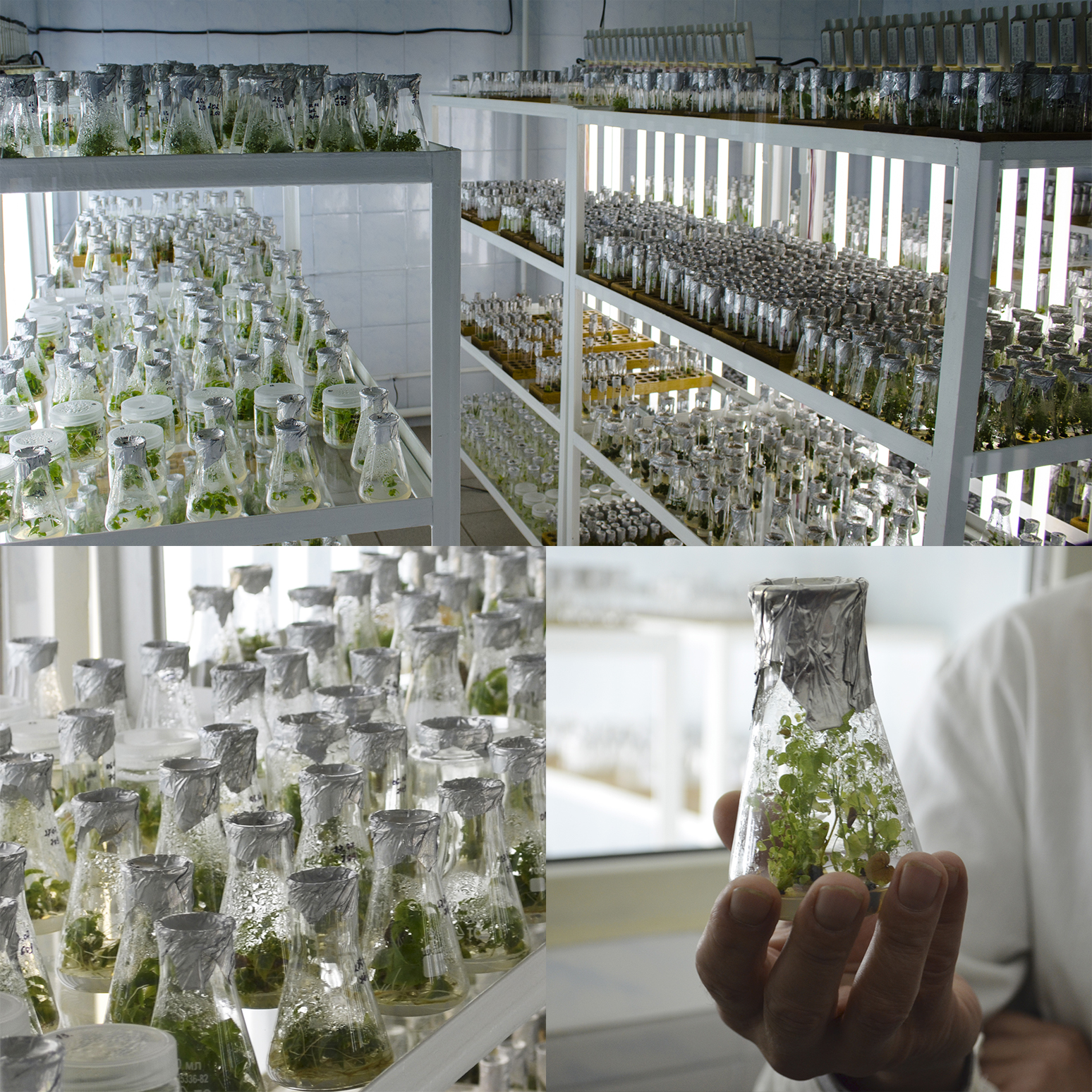
Микроклональное размножение растений in vitro

Фраза in vitro («ин витро»; с лат. — «в стекле») — термин и методика выполнения экспериментов, когда эксперименты проводятся «в пробирке» — в искусственных условиях, вне организма или естественной среды.

## Термин
В общем смысле этот термин противопоставляется термину in vivo — эксперимент на живом организме (на человеке или на животной модели). Многие эксперименты, имеющие отношение к молекулярной биологии, биохимии, фармакологии, медицине, генетике и др., проводятся вне организма, на культуре живых клеток или в бесклеточной модели.
Эксперименты in vitro, в тех случаях, когда альтернативой являются исследования на животных или человеке, считаются менее достоверными, чем in vivo, и часто бывают лишь необходимой предварительной стадией для оценки возможности и необходимости последующих исследований in vivo. Однако они часто удешевляют предварительные стадии исследования и позволяют сохранить жизнь подопытных животных.

## Употребление термина
При использовании в тексте латинских терминов, в том числе in vitro и in vivo, их принято[когда?] писать курсивным шрифтом.
В качестве необычного примера использования термина можно привести выражение «оплодотворение in vitro», часто упрощаемое в просторечии до «ребёнок из пробирки», — здесь речь идёт не об эксперименте, а о медицинской манипуляции.